# 凯特·麦肯齐
凯特·麦肯齐（英語：Kate Mackenzie，1975年4月10日—），美国女子赛艇运动员。她曾代表美国参加世界赛艇锦标赛，获得一枚金牌。她也曾参加2004年夏季奥林匹克运动会。